# Ruspolia decurrens
Ruspolia decurrens là một loài thực vật có hoa trong họ Ô rô. Loài này được (Hochst. ex Nees) Milne-Redh. miêu tả khoa học đầu tiên năm 1936.